# Semilesma

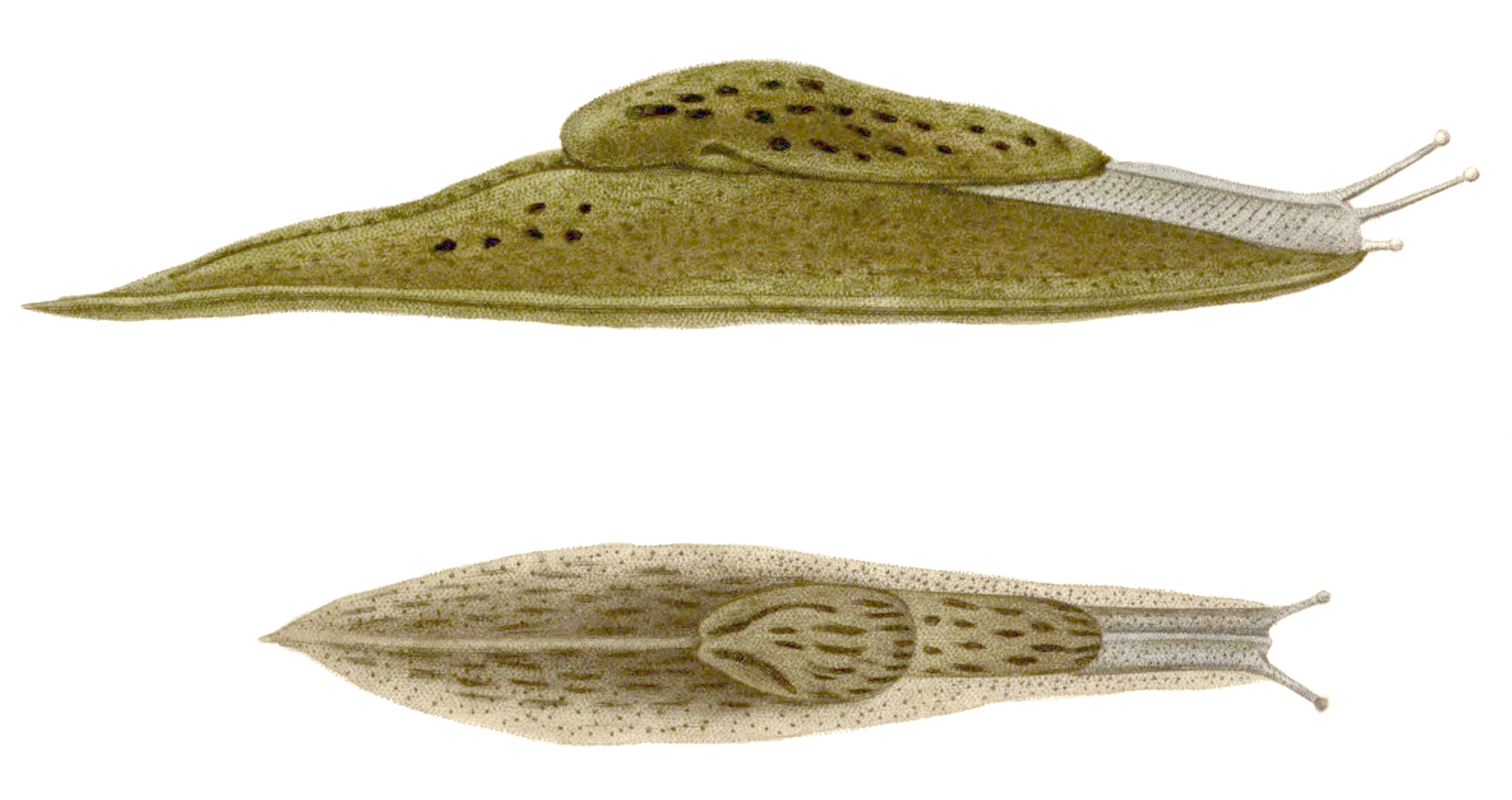
Gravura mostrando a semi-lesma Cryptella canariensis (Canárias).

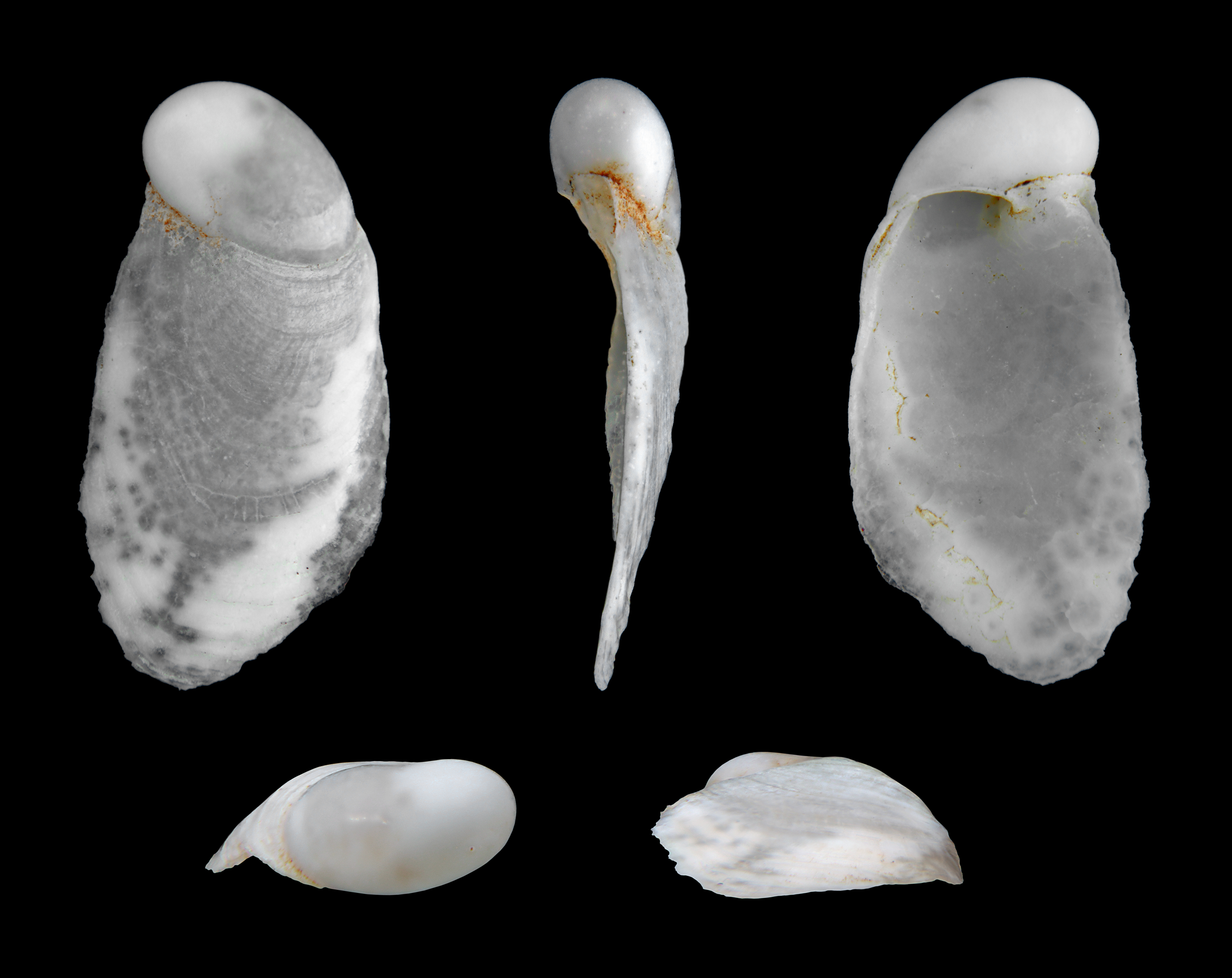
Concha de Cryptella canariensis.

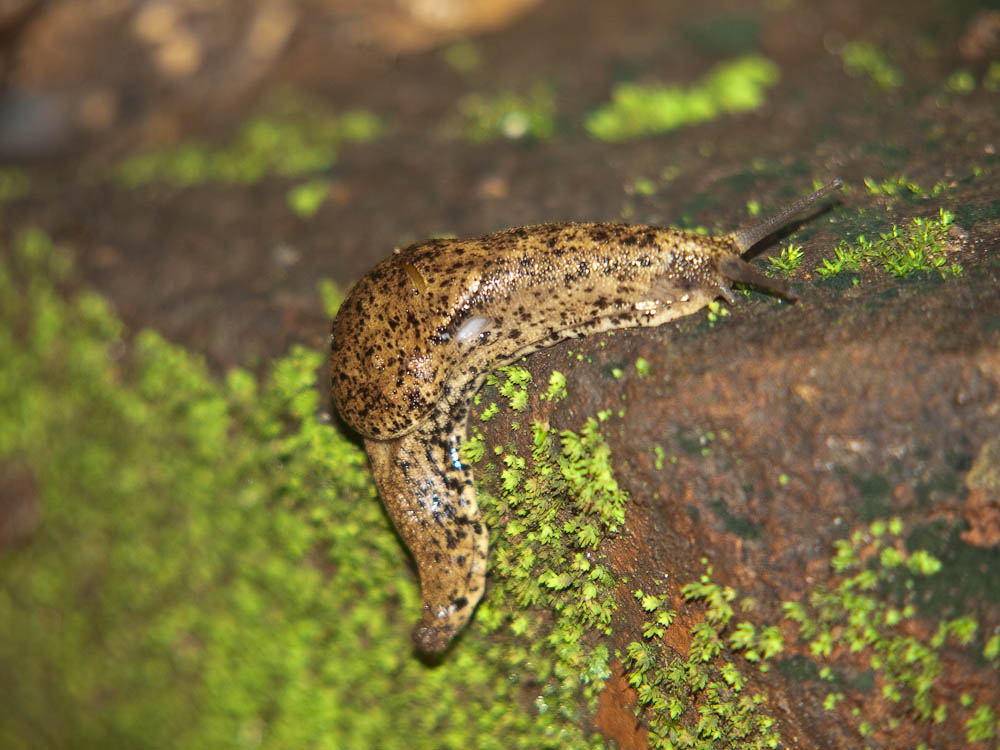
Semi-lesma (Uganda).

Semi-lesma é a designação dada em malacologia aos gastrópodes terrestres cujas conchas, apesar de não serem vestigiais, não permitem que o animal retraia as suas partes moles para o seu interior. A concha das semi-lesmas pode não ser facilmente visível, ou identificável, por observadores não treinados, porque pode estar total ou parcialmente recobreta pelo manto.

## Descrição
As semi-lesmas são um tipo de gastrópode intermédio entre as típicas lesmas (completamente desprovidas de concha externa) e os caracóis terrestre (portadores de um concha suficientemente grande para que o animal possa retrair para o seu interior todas as partes moles do corpo).
Sao muitas as famílias de gastrópodes que incluem entre os seus membros espécies do tipo semi-lesma. São conhecidas cerca de 1000 espécies validamente descritas, em comparação com apenas cerca de 500 espécies de lesmas.
Entre as famílias dos Neotrópicos que incluem semi-lesmas entre os seus membros contam-se:
- Família Amphibulimidae: Amphibulima e Gaeotis;[2]
- Família Xanthonychidae: Cryptostrakon, Semiconchula e Xanthonyx;[2]
- Família  Pleurodontidae: Coloniconcha prima;[2]
- Família Camaenidae: as semi-lemas existem, mas são a excepção nesta família.[2]